# TuS Holzkirchen
Der TuS Holzkirchen (offiziell: TuS Holzkirchen 1888 e. V.) ist ein Sportverein aus dem oberbayerischen Holzkirchen im Landkreis Miesbach. Die Fußballmannschaft spielte von 2017 bis 2019 in der Bayernliga Süd. Die Heimspielstätte ist die Sportanlage Haidstraße mit 2000 Plätzen.

## Geschichte
Der Verein wurde im Jahre 1888 gegründet und bietet neben Fußball noch Badminton, Basketball, Budo, Schach, Ski Alpin, Tanzen, Tischtennis, Turnen und Volleyball an.

### Fußball
Die Fußballer des TuS Holzkirchen schafften im Jahre 2007 den Aufstieg in die Bezirksoberliga Oberbayern, aus der sie nach nur einem Jahr wieder absteigen mussten. 2011 gelang der Wiederaufstieg in die Bezirksoberliga. Ein Jahr später qualifizierten sich die Holzkirchener nach einer Ligareform für die neu geschaffene Landesliga Südost, wo die Mannschaft im Jahre 2014 Vizemeister hinter dem TSV Dachau 1865 wurde. In der Relegation zur Bayernliga scheiterten Holzkirchener jedoch am BCF Wolfratshausen. Drei Jahre später gelang als Meister der Aufstieg in die Bayernliga, aus der die Holzkirchener 2019 wieder absteigen mussten.

### Eishockey
Im Jahre 1967 schloss sich der Verein EHC Holzkirchen dem TuS Holzkirchen an. Unter diesem Namen stieg die Mannschaft in der Saison 1967/68 aus der damals zweitklassigen Oberliga Süd ab. In der folgenden Saison 1968/69 wurden die Holzkirchener Meister der Regionalliga Süd und schafften in der anschließenden Relegationsrunde den Wiederaufstieg in die Oberliga. Dort trat die Mannschaft als EC Holzkirchen an.

### Tanzsport
Der TuS Holzkirchen verfügt über eine eigene Tanzsportabteilung mit dem Namen „Saphir“ (kurz TSA Saphir). Die Abteilung feierte 2023 ihr 25-jähriges Bestehen. Trainiert wird im Mehrzwecksaal im Gebäude der Oberland-Realschule Holzkirchen. Es gibt Gruppen für Standard- und lateinamerikanische Tänze sowie Linedance und Breitensport. Sowohl freies als auch betreutes Training sind möglich. Tanzen als Leistungssport (Tanzsport) und als Hobby werden bedient.

## Persönlichkeiten
- Marco Höferth
- Markus Schwabl